# 国際興業大阪

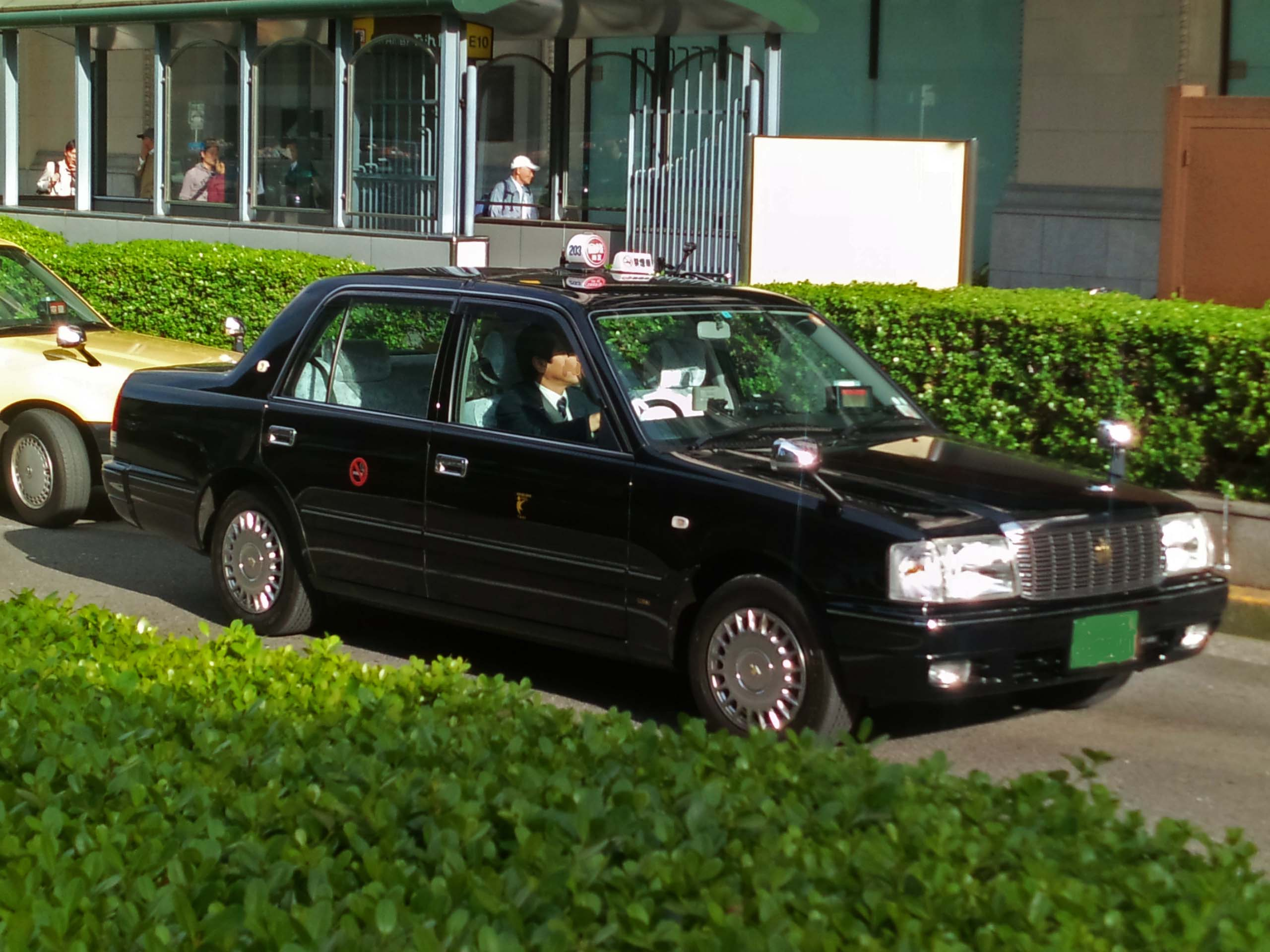
国際興業大阪に所属するタクシー車両（南海難波駅前にて）

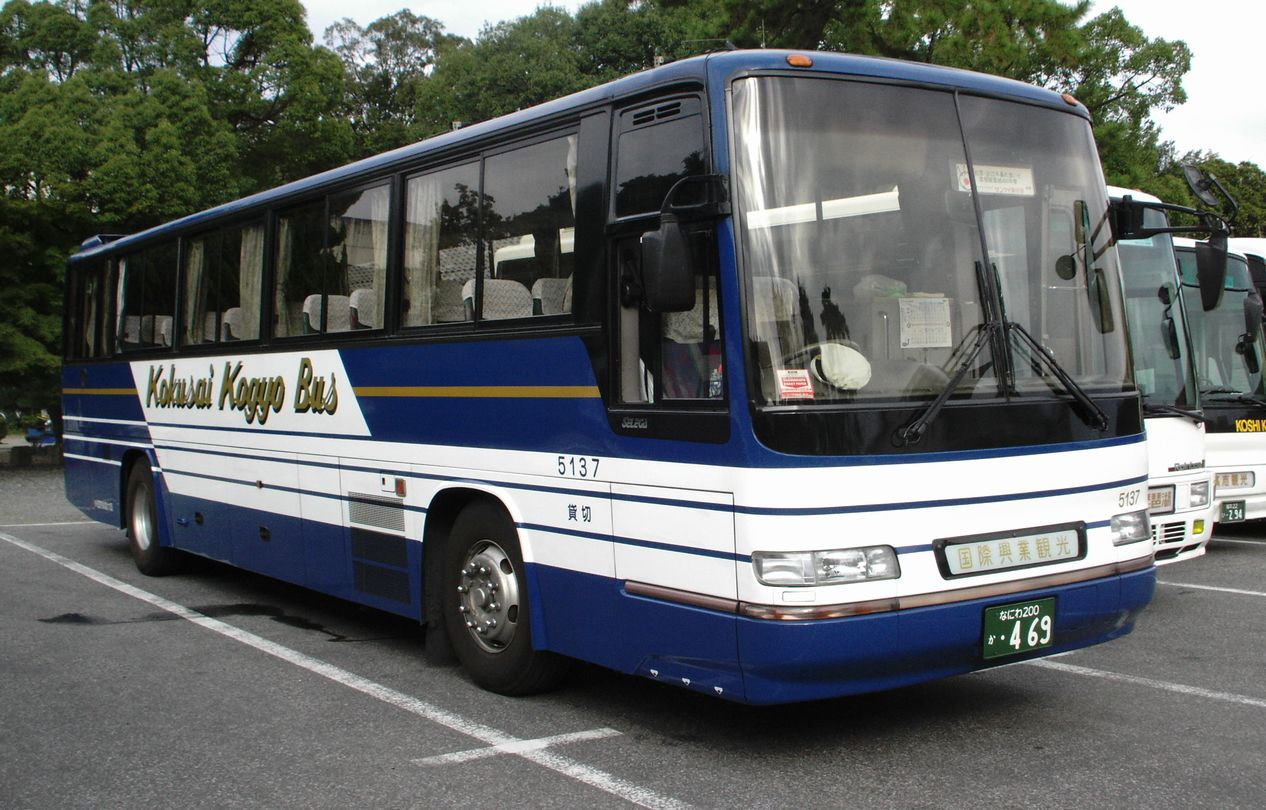
国際興業大阪に所属する貸切バス車両

株式会社国際興業大阪（こくさいこうぎょうおおさか、英: Kokusai Kogyo Osaka Co.,Ltd.）は、大阪府と兵庫県でタクシーとハイヤー、及び観光バスを運行する事業者である。2014年3月現在国際興業グループでは唯一の交通子会社となっている。

## 営業所
- 大阪市域交通圏・なにわナンバー
  - 本社・淡路営業所
    - 大阪府大阪市東淀川区東淡路5丁目8-38

  - 我孫子営業所
    - 大阪府大阪市住吉区浅香1丁目1-10
- 北摂交通圏・大阪ナンバー
  - 茨木営業所
    - 大阪府茨木市南耳原2丁目14-4

  - 摂津営業所
    - 大阪府摂津市鳥飼上三丁目5-23

神戸・明石エリアは国際興業神戸を参照。

## 過去の営業所
- 吹田営業所
  - 大阪府吹田市南吹田3丁目1-20
- 梅田営業所
  - 大阪府大阪市北区中津1丁目4-36
- 姫路営業所
  - 兵庫県姫路市久保町143→久保町161
    - 現在は国際交通に社名変更しているが、国際興業大阪の系列ではなく、姫路の三和タクシー系列になっている。

## 沿革
もともとはタクシーの戦時統合で成立した大阪交通株式会社。陸上交通事業調整法に伴い、大阪市内に路線網を有していた大阪乗合自動車（通称・青バス）を大阪市電気局に強制的に買収された同社社長の坂本行輔が代償として陸運統制令を背後としたタクシー統制のキーマンに任ぜられ、天満タクシーを買収して業界大手の大阪タクシー（通称・大タク）社長の山口福則と大阪府の荒木義夫警察部長の協力と支持を取り付けて、市内タクシー一元化を行った。
- 1937年9月20日 - 大阪タクシー、臼谷タクシー、キンタク、大阪小型タクシー、安全自動車、そして天満タクシーの6社が合同して大阪交通を設立。戦時統合で134社を買収して統合。
- 1958年11月22日 - 労使対立と業績不振で経営に行き詰まり、東京の国際興業の傘下に入る。
- 1960年1月14日 - 神戸タクシーを合併。
- 1961年3月30日 - 国際興業を合併し、商号を国際興業に変更。本店を東京都中央区に移転し、大阪支店を設置。
- 2002年12月3日 - 路線バス事業に進出。深夜急行バス「オオサカナイトライナー」大阪梅田駅〜JR高槻駅南間運行開始。
- 2004年3月1日 - 国際興業大阪を設立し、大阪支店を分社。
- 2006年7月3日 - 深夜急行バス「オオサカナイトライナー」の運行を休止（同年6月30日をもって運行終了）。
- 2008年2月25日 - 大阪で初のタクシー全車両禁煙開始。
- 2011年4月1日 - 国際興業神戸（旧法人）を合併し、神戸支店を設置。
- 2013年2月5日 - 関西では初めてICOCA[2]・iD[3]による電子マネー決済が開始。利用は当面大阪側のみ。
- 2013年4月1日 - 路線バス事業に再進出。2013年3月31日まで運行していた赤バスの代替運行で、1年間の予定。
- 2016年9月1日 - 神戸・明石地区分社化により国際興業神戸（現法人）設立。
- 2016年9月中頃 - 姫路営業所を姫路の三和タクシーに譲渡。
- 時期不明 - 吹田営業所および梅田営業所閉鎖。
- 2019年7月8日 - 大阪地区でタクシー配車アプリMOVを導入
- 2019年12月2日 - 神戸・明石地区でタクシー配車アプリMOVを導入

## バス事業

### 送迎バス
- 大江戸温泉物語南紀串本の送迎バスを担当している[注釈 1]。
  - 新大阪駅・梅田・OCAT - 南紀串本温泉
  - 天王寺駅・和歌山駅 - 南紀串本温泉

### 過去に運行

#### 路線バス・乗合タクシー
- 淀川区福祉バス「夢ちゃん号」

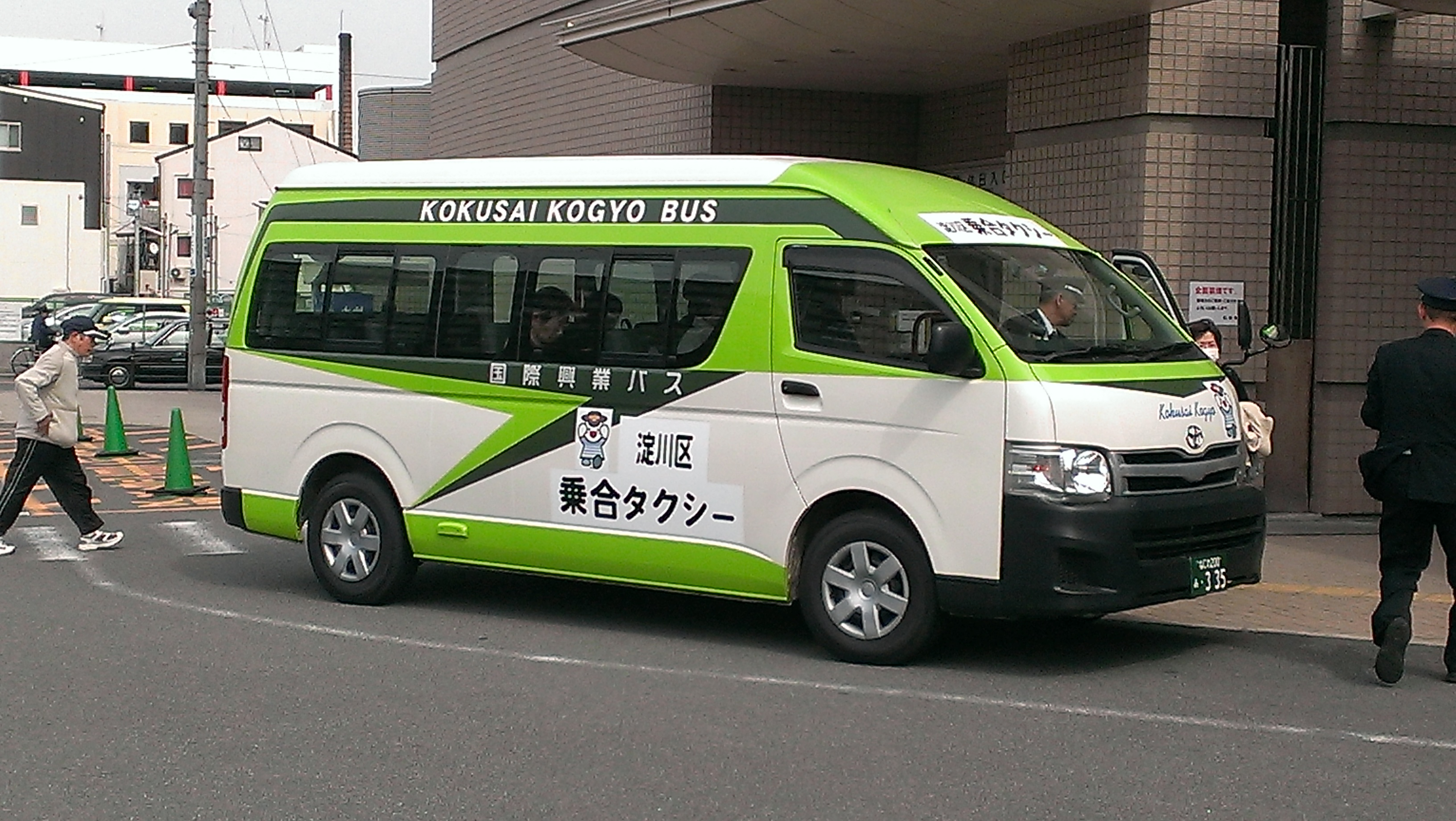
淀川区乗合タクシーで使用されている車両、12人乗りのワンボックスカーで運行されている。
2013年4月16日 十三市民病院にて。

  - 2013年3月31日まで運行していた大阪市営バスの淀川区役所〜加島駅間を運行。料金は利用者限定で無料。使用されている車両は2013年3月16日まで運行されていた国際興業バス川口営業所の見02系統で使用されていた12人乗りのトヨタ・ハイエースが国際興業バスの路線塗装でそのまま使用されている。2014年3月31日までは乗合タクシーとして運行されており、一般の人でも利用することが出来た。（路線図・時刻表（淀川区役所））
- 東淀川区地域福祉バス「ゆうあい号」
  - 東淀川区役所〜瑞光四丁目間を、10人乗りワンボックス車で運行。利用者限定で料金は無料。（路線図・時刻表（東淀川区役所））
- 阿倍野区福祉巡回車両
  - 阿倍野区役所前〜昭和町駅〜阪南町七丁目を、10人乗りワンボックス車で運行。利用者限定で料金は無料。（路線図・時刻表）
- 深夜急行バス「オオサカナイトライナー」
  - 梅田駅→桃山台駅→千里中央駅→JR茨木駅→JR富田駅→JR高槻駅南

## 料金支払い方法

### タクシーチケット
国際興業大阪が発行するタクシーチケットは下記の会社で利用可能で、下記各社の発行するチケットや、クレジットカード会社系のタクシーチケットも利用可。
- 国際興業神戸
- 東京四社営業委員会
  - 大和自動車交通
  - 日本交通（東京）
  - 帝都自動車交通
  - 国際自動車（東京・横浜）
- グリーンキャブ（東京・横浜）
- 毎日タクシーグループ（名古屋・東京）
- 相互タクシー（京都・大阪・神戸）
- 日本自動車交通（仙台）

### カード
Visa、マスターカード、JCBなどの各クレジットカードが利用できる。電子マネーは交通系ICカードでは2013年2月5日から大阪府内各営業所のタクシー車両でICOCA・TOICA・Suica・SUGOCAが利用できるようになり、3月23日からはKitaca・PASMO・manaca・はやかけん・nimocaも利用できるようにはなるが、PiTaPaは電子マネーの相互利用を行っていないため利用不可。後に交通系ICカードは兵庫地区でも利用できるようになった。またポストペイ系ICカードではiDのみ利用できる。QRコード決済はこれまで兵庫地区でPayPayのみ利用できましたが、2021年10月5日からはPayPayも含め、d払いやau Payなどの各種QRコード決済が大阪地区と兵庫地区の両方で利用できるようになった。

## 貸切バスのカラーリング
- 分社前はグループ各社と同様にグループ塗装（ロゴも国際興業バスと同様）を施していたが、分社後は国際興業大阪オリジナルのカラーリングとなっており、グループ他社の貸切バス塗装と異なっている。

## スマートフォンアプリ
スマートフォンのアプリを利用してタクシーの予約をすることができる。アプリは4種類ある。
アプリはいずれも同社の営業できる大阪府は大阪市(一部を除く)・堺市(一部のみ)・豊中市(一部のみ)・吹田市・摂津市・箕面市・茨木市・高槻市、兵庫県は神戸市(北区・垂水区の一部を除く)・明石市と、MOVでは大阪府は大阪市域交通圏と北摂交通圏（前記の大阪府内の全てに加え東大阪・八尾・守口・門真と池田・箕面の各市と島本町）、兵庫県では神戸市域交通圏（神戸全区・明石・芦屋・西宮・尼崎・伊丹・宝塚・川西の各市と川辺郡）で利用でき、対応するOSはAndroid、iOSとなっている。

### JapanTaxi
JapanTaxiはMobility Technologies（旧・東京都の日本交通系列のJapanTaxi）が開発したアプリで、国際興業大阪では2011年12月13日のアプリの公開開始と同時に利用が可能となっている。このアプリは同社だけではなく、日本全国の提携しているタクシー会社でも利用が可能となっている。あらかじめ登録したクレジットカードを利用することにより降車時に支払いしなくても良い。
- JapanTaxi - App Store
- JapanTaxi - Google Play

### GO （旧 MOV（モブ））
GOはMobility Technologies（旧・ディー・エヌ・エー（DeNA)）が開発した次世代タクシー配車アプリで、2019年07月08日より大阪府内のみでサービスが開始された。大阪地区では近鉄タクシーの大阪府内と新大阪タクシーも同時にサービスが開始されている。兵庫地区は2019年12月02日より順次開始している。支払いはネット決済または車内で指定された決済となる。
- GO - App Store
- GO - Google Play

### 国際興業
国際興業はタクシーの予約システムを手がけるモバイルクリエイトと国際興業大阪が共同で開発したアプリで、同社のみでの対応。対応するOSはAndroid、iOSのみで、Windows Phoneは非対応となっている。ちなみにモバイルクリエイトは同社のタクシー配車システムを手がけており、大阪全車と神戸では2011年11月より従来のアナログ無線機を更新し、デジタル方式のシステムに変更している。またモバイルクリエイトは同様のタクシー予約アプリを第一交通産業他数社にも提供している。利用は現金または車内でのクレジットカード払い。
- 国際興業 - App Store
- 国際興業 - Google Play

### LINE TAXI
LINE Payに登録したクレジットカードでの支払いのみに対応する。このため降車時に支払いしなくても良い。LINEアプリ内のサービスの一部となっていたが、サービスは2018年8月31日をもって終了した。

### らくらくタクシー
- らくらくタクシー - App Store
- らくらくタクシー - Google Play